# Uchidella flavilabris
Uchidella flavilabris är en stekelart som beskrevs av Horstmann 1993. Uchidella flavilabris ingår i släktet Uchidella och familjen brokparasitsteklar. Arten är reproducerande i Sverige. Inga underarter finns listade i Catalogue of Life.